# Sarah Levy
Sarah Levy (Toronto, 10 de septiembre de 1986) es una actriz canadiense, conocida principalmente por su papel de Twyla Sands en la serie de televisión Schitt's Creek. También tuvo un pequeño papel en la película Larry Crowne (2011).

## Biografía

### Primeros años
Levy es la hija de Deborah Divine y del actor Eugene Levy, y hermana del también actor Dan Levy. Se graduó en Branksome Hall, y estudió teatro en la Universidad de Dalhousie. Su madre es protestante y su padre judío, y la familia celebra tanto la Navidad como el Janucá.

### Carrera
Uno de los primeros papeles de Levy en el cine fue en 2011 en la película Larry Crowne. También tuvo un papel secundario en Cheaper by the Dozen 2 protagonizada por Adam Shankman, en la que apareció su padre. Su papel más notable fue el de Twyla Sands en Schitt's Creek. En la serie, que relata la vida de una familia muy rica que se traslada a un pequeño pueblo tras perder todo su dinero, Levy compartió reparto con su padre y su hermano. Hizo de camarera en el Café Tropical del pueblo. Según su hermano, trabajar junto a ella y a su padre acercó a la familia.

### Vida personal
En mayo de 2022 se hizo público que iba a ser madre por primera vez con su esposo Graham Outerbridge. En julio de ese año hizo público el nacimiento de su hijo James Eugene Outerbridge.

## Filmografía
| Año       | Título                   | Papel          | Notas |
| --------- | ------------------------ | -------------- | --- |
| 2005      | Cheaper by the Dozen 2   | N/A            | Ayudante a señor Levy |
| 2011      | XIII: La serie           | Bibliotecaria  | "Caídas verdes" |
| 2011      | Larry Crowne             | Eli            | |
| 2012      | The Applicant            | Lola           | Cortometraje |
| 2013      | Roomies                  | Bridget        | Cortometraje |
| 2014      | Working the Engels       | Irene Horowitz | "Meet Irene Horowitz" |
| 2015–2020 | Schitt's Creek           | Twyla Arenas   | Serie regular (62 episodios) Nominada — Premio de la pantalla canadiense a la mejor actriz de reparto, Comedia (2020) Nominada — Premio IGN Summer Movie al mejor equipo de TV (2020) Nominada — Premio del Sindicato de Actores al mejor reparto de televisión por su destacada actuación en una serie de comedia (2020) |
| 2016      | Baroness Von Sketch Show | Janice         | "Last Year You Weren't 40" |
| 2019      | The Winner Mindset       | Lisa G.        | Cortometraje |
| 2019      | Best Intentions          | Becky Fistick  | TV Movie |
| 2020      | Dear Class of 2020       | Twyla Sands    | Direct-to-Video |
| 2020      | United We Fall           | Kendra         | "The Biter" |
| TBA       | The Surrealtor           | Susan Ireland  | en producción |
| TBA       | Patty's Auto             | Jenna          | "Pilot" (anunciado) |